# Journal of Materials Chemistry B
Il Journal of Materials Chemistry B è una rivista scientifica settimanale sottoposta a revisione paritaria, che tratta le proprietà, le applicazioni e la sintesi di nuovi materiali legati alla biologia e alla medicina. È una delle tre riviste create dopo la scissione del Journal of Materials Chemistry alla fine del 2012. Il primo numero è stato pubblicato nel gennaio 2013.  È pubblicato dalla Royal Society of Chemistry.
Le riviste sorelle sono il Journal of Materials Chemistry A e il Journal of Materials Chemistry C, che trattano diversi argomenti di scienza dei materiali.
Il caporedattore della famiglia di riviste Journal of Materials Chemistry è attualmente Nazario Martin. L'attuale caporedatore del Journal of Materials Chemistry B è Jessica Winter.

## Indicizzazione
Gli abstract e gli articoli della rivista sono indicizzati dal Science Citation Index.